# Jerzy Choromański
Jerzy Choromański (ur. 16 grudnia 1954 w Białymstoku) – polski zapaśnik stylu klasycznego, z zawodu drukarz.
Startował w wadze superciężkiej, reprezentując kluby "Podlasia" Białystok (1968-1978) i GKS Katowice (1978-1994). W latach 1982, 1988, 1990, 1991 i 1992 pięciokrotnie zdobył tytuły mistrza Polski, był finalistą mistrzostw świata (1991 – 5. miejsce) oraz olimpijczykiem (1992 – 9. miejsce). 
W 1994 r. zakończył karierę i wyjechał do Stanów Zjednoczonych.